# Dimalianella rugicollis
Dimalianella rugicollis es una especie de insecto coleóptero de la familia Chrysomelidae.

## Distribución geográfica
Habita en Bioko.